# Dasein ohne Leben
Dasein ohne Leben – Psychiatrie und Menschlichkeit ist ein 1942 produzierter NS-Propagandafilm. Regisseur war Hermann Schwenninger, einer von drei Geschäftsführern der Gemeinnützigen Krankentransport GmbH (Gekrat), einer Tarnfirma der Aktion T4, der zentralen Institution für den Massenmord an Patienten im Dritten Reich. Schwenninger hatte auch Teile des Drehbuchs von Ich klage an geschrieben. Der Auftrag für den Film stammte von der Kanzlei des Führers, produziert wurde er von der Tobis Filmkunst GmbH.
Der Film gelangte nicht in die Kinos, wurde aber Tätern des „Euthanasieprogramms“ und anderen Multiplikatoren gezeigt. Alle bekannten Kopien des Filmes galten nach dem Krieg als verschollen, jedoch fanden sich nach der Wende acht ungeschnittene Rollen des Rohmaterials in einem DDR-Filmarchiv. Erste Entwürfe zum Film stammten aus dem Jahr 1940.

## Handlung
Thema des Filmes ist die Forderung nach der Tötung von psychisch kranken Patienten: „Geisteskrankheit als Erbübel“ sei die „größte Gefahr für die Volksgesundheit“. Wer davon „befallen“ sei, dem sei „die schwere Last des Schicksals auferlegt: ein Dasein ohne Leben“.
In seine Spielrahmenhandlung eingebettet ist eine kurze Geschichte der Psychiatrie. Ein Professor Kämpfer erklärt einem Studenten und einer Studentin die Erfolge bei der Behandlung psychisch Kranker. Gezeigt werden hierzu die Behandlung mit Elektroschocks und Insulinschocks. Kurz vor der Jahrhundertwende seien zahlreiche neue Anstalten für eine immer größere Zahl von Patienten hinzugekommen. In der Gegenwart des Filmes gäbe es 1.000 Anstalten mit rund 400.000 Patienten, die von 2.000 Ärzten und 40.000 Pflegern betreut werden müssten. Beklagt wird die Unterbringung der Patienten in kulturhistorisch wertvollen Gebäuden in schönen Landschaften, die von den Patienten nicht wahrgenommen werden.
Der zweite Argumentationskern ist die suggestive Darstellung kranker Einzelpersonen und beschreibender Stimme. Es folgen weitere Beispiele aus anderen Anstalten, darunter auch die Tötungsanstalt Grafeneck.
Der Direktor einer „großen Irrenanstalt“ tritt als Experte auf: 73 % der Eltern seiner „unheilbaren Pfleglinge“ seien dafür, diese zu „erlösen“.

## Filmaufnahmen
Für den Film drehte Schwenninger den vollständigen Ablauf des NS-„Euthanasieprogrammes“, inklusive des Abtransports der verängstigten Patienten in die Tötungsanstalten, und durch ein Beobachtungsfenster auch die Ermordung in der Gaskammer der Tötungsanstalt Pirna-Sonnenstein. Während der anderthalbjährigen Produktionszeit besuchte das Filmteam 20 bis 30 Anstalten im gesamten Reichsgebiet. Im Steven Spielberg Film and Video Archive, Washington (DC) befinden sich 8 Vor-Schnitt-Rollen zum Film.

## Vorführungen
Vorführungen des Films fanden nur im geschlossenen Kreis statt.
Im März 1942 wurde der Film vor 28 Ärzten uraufgeführt, größtenteils T4-Gutachter und Angehörige der Reichsarbeitsgemeinschaft (Max de Crinis, Hans Heinze, Werner Heyde, Paul Nitsche, Carl Schneider). Hinzu kamen Herbert Linden (Reichsinnenministerium), Otto Wuth (Psychiater des Heeres-Sanitätswesens), drei Spitzenpolitiker der Gesundheitsverwaltung von Baden, Bayern und Württemberg sowie Hellmuth Unger.
Am 22. Dezember 1942 wurde der Film an der Militärärztlichen Akademie in Berlin gezeigt. Das geladene Publikum bestand aus Spitzenbeamten der SiPo, Gestapo, RKPA, des Statistischen Reichsamtes, der Reichsleitung der HJ, Ärzten der Heeressanitätsinspektion, dem Sanitätsinspekteur der Luftwaffe, acht Ärzten der Militärakademie und dem Direktor des Gesundheitsamtes Berlin.
Im Januar 1943 ließ Arthur Nebe Dasein ohne Leben vor hunderten von SS-Offizieren, die den Film begeistert aufnahmen, vorführen.
Kopien des Filmes waren verschollen, obwohl es mindestens sechs Kopien gab, die bei NS-Organisationen, der SS und Wehrmachtsstäben zirkulierten. Es wurde davon ausgegangen, dass die Kopien vor dem Einmarsch der Alliierten vernichtet wurden.
In einem Filmarchiv der DDR wurden nach der Wende 8 Filmrollen gefunden.